# Aruküla (rzeka)
Aruküla (est. Aruküla jõgi) – rzeka w środkowej Estonii. Rzeka ma źródła nieopodal miejscowości Saareotsa. Wpada do rzeki Parnawa na wschód od miejscowości Saarekalda. Ma długość 29,9 km i powierzchnię dorzecza 281,2 km².